# Olivier Freche
Pour les articles homonymes, voir Frêche.
 (octobre 2013).
Olivier Freche est un guitariste français, né le 21 décembre 1971 à Menton.

## Biographie
Olivier Freche découvre la guitare par hasard à l'époque du lycée. Le passe-temps du début se transforme rapidement en passion dévorante pour cet instrument.[Interprétation personnelle ?]
Après quelques compositions et participations dans des groupes d'amis, Olivier décide d'aller à Nancy pour y suivre les cours du CMCN (Centre Musical et Créatif de Nancy) et y reste en tant que professeur.
Durant cette période, Olivier participe à de nombreux projet, dont un qui connaitra un certain succès à travers le monde en 2000 : le trio JADE (Jazz - Afro - Design - Electrique)[réf. nécessaire].
En 2006 sort le projet Hyperion - The Cantos, une adaptation musicale de la saga littéraire de Dan Simmons. Ce projet musical recevra lui aussi des critiques très positives.[réf. nécessaire]
Il accompagne de nombreux artistes sur scène, en particulier Yannick Noah et Anggun.